# Psechrus pakawini
Espèce
Psechrus pakawini est une espèce d'araignées aranéomorphes de la famille des Psechridae.

## Distribution
Cette espèce est endémique de la province de Chiang Mai en Thaïlande,.
Sa présence est incertaine dans l'État Kachin en Birmanie.

## Étymologie
Cette espèce est nommée en l'honneur de Pakawin Dankittipakul.

## Publication originale
- Bayer, 2012 : The lace-sheet-weavers--a long story (Araneae: Psechridae: Psechrus). Zootaxa, no 3379, p. 1-170.